# Bistum Mondoñedo-Ferrol
Das Bistum Mondoñedo-Ferrol (lateinisch Dioecesis Mindoniensis-Ferrolensis, spanisch Diócesis de Mondoñedo-Ferrol) ist eine in Spanien gelegene römisch-katholische Diözese mit Sitz in Mondoñedo.

## Geschichte
Das Bistum Mondoñedo-Ferrol wurde im Jahre 1114 durch Papst Paschalis II. als Bistum Mondoñedo errichtet. Das Bistum Mondoñedo wurde am 27. Februar 1120 dem Erzbistum Santiago de Compostela als Suffraganbistum unterstellt. Am 9. März 1959 wurde das Bistum Mondoñedo in Bistum Mondoñedo-Ferrol umbenannt.